# Clusiosoma pleurale
Clusiosoma pleurale es una especie de insecto del género Clusiosoma de la familia Tephritidae del orden Diptera.

## Historia
Malloch la describió científicamente por primera vez en el año 1939.